# 城堡公园 (巴塞罗那)

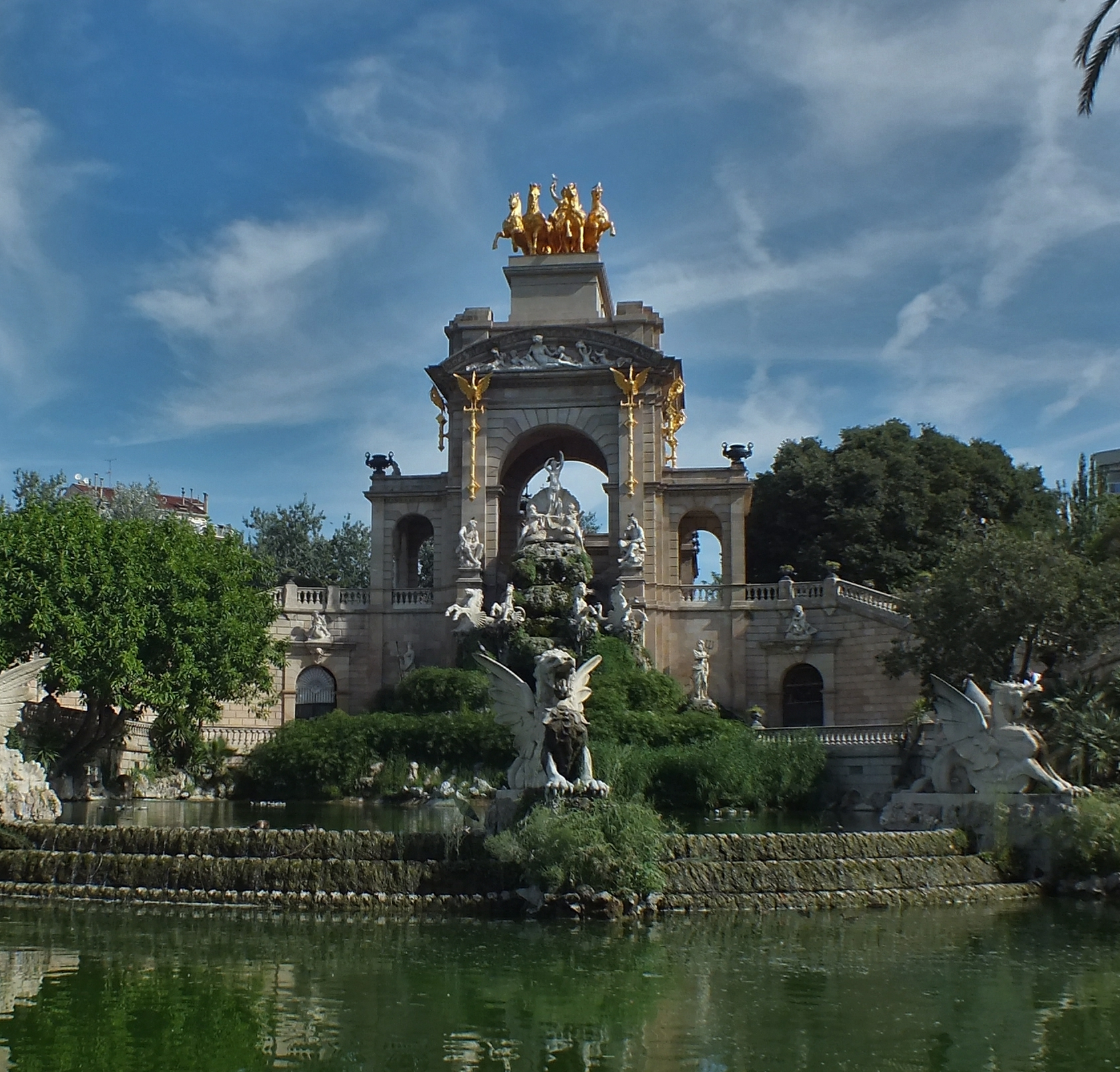
喷泉

城堡公园是加泰罗尼亚巴塞罗那的一个大型的城市公园。

## 历史
成立于1877年，曾是该市唯一的一片绿地，今天仍是最受欢迎的一个公园，挤满散步、慢跑、泛舟，骑自行车或带子女游玩的游客和当地居民。它坐落在老城区的东北边缘，面积70英畝（280,000平方）。内有动物园（有著名的白化病大猩猩雪花，已经在2004年死去）、加泰罗尼亚议会、湖泊、喷泉和几个博物馆。